# Iain Crichton Smith
Pour les articles homonymes, voir Crichton et Smith.
 (septembre 2022).
La mise en forme du texte ne suit pas les recommandations de Wikipédia : il faut le « wikifier ».
Les points d'amélioration suivants sont les cas les plus fréquents. Le détail des points à revoir est peut-être précisé sur la page de discussion.
- Les titres sont pré-formatés par le logiciel. Ils ne sont ni en capitales, ni en gras.
- Le texte ne doit pas être écrit en capitales (les noms de famille non plus), ni en gras, ni en italique, ni en « petit »…
- Le gras n'est utilisé que pour surligner le titre de l'article dans l'introduction, une seule fois.
- L'italique est rarement utilisé : mots en langue étrangère, titres d'œuvres, noms de bateaux, etc.
- Les citations ne sont pas en italique mais en corps de texte normal. Elles sont entourées par des guillemets français : « et ».
- Les listes à puces sont à éviter, des paragraphes rédigés étant largement préférés. Les tableaux sont à réserver à la présentation de données structurées (résultats, etc.).
- Les appels de note de bas de page (petits chiffres en exposant, introduits par l'outil «  Source ») sont à placer entre la fin de phrase et le point final[comme ça].
- Les liens internes (vers d'autres articles de Wikipédia) sont à choisir avec parcimonie. Créez des liens vers des articles approfondissant le sujet. Les termes génériques sans rapport avec le sujet sont à éviter, ainsi que les répétitions de liens vers un même terme.
- Les liens externes sont à placer uniquement dans une section « Liens externes », à la fin de l'article. Ces liens sont à choisir avec parcimonie suivant les règles définies. Si un lien sert de source à l'article, son insertion dans le texte est à faire par les notes de bas de page.
- La présentation des références doit suivre les conventions bibliographiques. Il est recommandé d'utiliser les modèles {{Ouvrage}}, {{Chapitre}}, {{Article}}, {{Lien web}} et/ou {{Bibliographie}}. Le mode d'édition visuel peut mettre en forme automatiquement les références.
- Insérer une infobox (cadre d'informations à droite) n'est pas obligatoire pour parachever la mise en page.

Pour une aide détaillée, merci de consulter Aide:Wikification.
Si vous pensez que ces points ont été résolus, vous pouvez retirer ce bandeau et améliorer la mise en forme d'un autre article.
Iain Crichton Smith, OBE (gaélique : Iain Mac a 'Ghobhainn ; 1er janvier 1928 - 15 octobre 1998) était un poète et romancier écossais, qui écrivait en anglais et en gaélique écossais.
Il est né à Glasgow, mais a déménagé sur l'île de Lewis à l'âge de deux ans, où lui et ses deux frères furent élevés par leur mère veuve dans la petite ville agricole rurale de Bayble, de laquelle venait aussi le poète Derick Thomson. Éduqué à l'Université d'Aberdeen, Crichton Smith a obtenu un diplôme en anglais et, après avoir servi dans le National Service Army Education Corps, est devenu enseignant. Il a enseigné à Clydebank, Dumbarton et Oban à partir de 1952, prenant sa retraite pour devenir écrivain à plein temps en 1977, bien qu'il ait déjà publié de nombreux romans et poèmes.

## Son œuvre
Crichton Smith fut élevé dans une communauté gaélophone écossaise, apprenant l'anglais comme langue seconde une fois à l'école. Son ami le poète Edwin Morgan note que contrairement à ses contemporains (tels que Sorley Maclean et Derick Thomson), Crichton Smith était plus prolifique en anglais qu'en gaélique. Selon Crichton Smith, écrire en anglais était peut-être conçu comme un défi vis à vis des poètes anglais et américains, étant donné que l'anglais n'était pas sa langue maternelle. Cependant, Crichton Smith a également produit beaucoup de poésie et de prose gaélique, et a également traduit une partie des oeuvres gaéliques de Sorley Maclean en anglais, ainsi que certains de ses propres poèmes composés à l'origine en gaélique. Une grande partie de son travail en anglais est en fait directement lié ou traduit à partir d'équivalents gaéliques.
Le travail de Crichton Smith reflète également son aversion pour le dogme et l'autorité, influencé par son éducation dans une communauté presbytérienne insulaire très fermée, ainsi que par ses pensées et opinions sur l'Écosse et les Highlands. Malgré son éducation, Crichton Smith était athée. Un certain nombre de ses poèmes explorent le sujet des Highland Clearances, et son roman le plus connu, Consider the Lilies (1968) raconte l'expulsion d'une femme âgée à cette époque.
Les femmes âgées et les personnes marginalisées sont des thèmes récurrents dans son oeuvre.

## Œuvres poétiques
La poésie de Crichton Smith comporte souvent des personnages inspirés de sa mère. Il utilise également des images du monde naturel pour transmettre une émotion.
Sa poésie comprend :
- Culloden and After (1961) - une attaque contre la période jacobite de l'histoire britannique, en particulier le prince "Bonnie Charlie"
- Old Woman (1965)
- The Iolaire (date)
- The Man who Cried Wolf (1964)
- You Lived in Glasgow (date)
- You'll Take a Bath (date)
- John Brown (KHS)(1966)

## Commentaires
- Relich, Mario (1976), review of The Notebooks of Robinson Crusoe, in Burnett, Ray (ed.), Calgacus 3, Spring 1976, pp. 54 & 55,  (ISSN 0307-2029)
- Craig, David (1980), review of On the Island, in Cencrastus (en) No. 2, Spring 1980, pp. 39 – 41,  (ISSN 0264-0856)
- Lothian, Andrew (1981), review of Murdo and Other Stories, in Cencrastus (en) No. 6, Autumn 1981, p. 41  (ISSN 0264-0856)
- Craig, Cairns (1983), Crichton Smith: Poetry and Prose, a review of Selected Poems 1955 - 1980 and A Field Full of Folk, in Hearn, Sheila G. (ed.), Cencrastus (en) No. 11, New Year 1983, pp. 44 & 45,  (ISSN 0264-0856)
- Grant, Jamie (1984), review of The Search, in Hearn, Sheila G. (ed.), Cencrastus (en) No. 15, New Year 1984, p. 53,  (ISSN 0264-0856)

## Prix et distinctions
Il fut nommé officier de l'Ordre de l'Empire britannique en 1980.